# Reprezentacja Saint Lucia w piłce nożnej mężczyzn
Reprezentacja Saint Lucia w piłce nożnej jest jedną z karaibskich reprezentacji piłkarskich i reprezentuje jedną z wysp Małych Antyli. Gra pod egidą Związku Piłkarskiego Saint Lucia (Saint Lucia Football Association). Federacja została założona w 1979, od 1988 jest członkiem FIFA, od 1966 CONCACAF. Jest to jedna z najsłabszych drużyn na świecie. Nigdy nie awansowała do finałów Mistrzostw Świata ani do Złotego Pucharu CONCACAF.
Trenerem reprezentacji od 2022 roku jest Stern John.
Obecnie zajmuje 29. miejsce w CONCACAF.

## Udział wMistrzostwach Świata
- 1930–1978 – Nie brała udziału (była kolonią brytyjską)
- 1982–1990 – Nie brała udziału
- 1994–2022 – Nie zakwalifikowała się

## Udział wZłotym Pucharze CONCACAF
- 1991–2015 – Nie zakwalifikowała się
- 2017 – Nie brała udziału
- 2019–2021 – Nie zakwalifikowała się

## Udział wPucharze Karaibów
- 1989–1990 – Nie zakwalifikowała się
- 1991 – III Miejsce
- 1992 – Nie zakwalifikowała się
- 1993 – Faza Grupowa
- 1994 – Nie brała udziału
- 1995 – Faza Grupowa
- 1996–2007 – Nie zakwalifikowała się
- 2008 – Wycofała się
- 2010–2014 – Nie zakwalifikowała się
- 2017 – Nie brała udziału